# Raion judío de Kalinindorf
El Raión Judío de Kalinindorf (en yidis: קאלינענדארף אידישע דיסטריקט‎; en ucraniano: Калініндо́рфський євре́йський райо́н; en ruso: Калиновское, romanizado: Kalinivskoye) fue un distrito nacional situado en la RSS de Ucrania, una de las repúblicas de la URSS, con capital en Kalinindorf (actualmente Kalinivske). Este fue el primero de los distritos nacionales judíos formados en la URSS y existió como tal 1927 hasta 1944. De 1944 a 1958, al dejar de ser nacional, se llamó raión de Kalininske.

## Historia
Se formó en 1927 en la confluencia de los ríos Inhulets y Dniéper en el territorio del distrito de Seydemenuja, que se separó del distrito de Jersón en 1926. El distrito incluía 39 asentamientos judíos y 8 no judíos, que con el tiempo se unieron en 8 consejos nacionales judíos, 1 alemán y varios ucranianos. La base del distrito estaba formada por 4 colonias agrícolas judías de la región de Jersón con experiencia anterior a la revolución de octubre y 22 asentamientos de reasentamiento que aparecieron en las tierras del fondo estatal en 1925. El distrito incluía los siguientes asentamientos entre los consejos de aldeas judías: Kalinindorf (2238 habitantes en 1931), Bobrovokut (831 habitantes), Fraileben (1157 habitantes), Molotov (878 habitantes), Ershtmay (1652 habitantes) y Lviv (1549 habitantes). Había 4 comités de campesinos pobres (569 miembros), 17 asociaciones colectivas (de las cuales 3 artilis, 9 sociedades de máquinas y tractores, 5 sociedades para el cultivo conjunto de la tierra), cooperativas agrícolas cubrieron el 78,7% de los hogares y cooperativas de consumo el 88,8 %. La encuesta socioeconómica del distrito de 1928 mostró que el 52,8% de los hogares no tenían caballos, el 27,2% tenía un caballo, el 19% tenía dos y solo el 1% tenía 3 o más. En las colonias anteriores a la revolución rusa, la finca contaba con 0,78 vacas, 4,8 hectáreas de tierra cultivable, 118 arbustos de uva y 9,4 árboles frutales. Teniendo en cuenta el alto nivel de desarrollo de la viticultura y la horticultura, la dirección del distrito consideró que la gran mayoría de los hogares del distrito eran de clase media. El 73,4% de los residentes del distrito eran campesinos, el 9,1% eran artesanos, el 5,6% eran trabajadores y asalariados con asignación, 3,5% eran empleados y el 2,8%, comerciantes. Según los planes del gobierno, el distrito tenía que desarrollarse como una multiindustria agrícola. Gracias a importantes inversiones de capital durante el primer año de reasentamiento, se sentaron las bases económicas y culturales para su posterior desarrollo. Los primeros pasos en el desarrollo del distrito tuvieron lugar en el contexto de la actitud cautelosa de las autoridades del distrito y un aumento significativo del antisemitismo entre el campesinado ucraniano circundante. El centro administrativo de la colonia Velika Seidemenuja pasó a llamarse Kalinindorf y albergaba una escuela de siete años, un hospital. Desde septiembre de 1930, estuvo subordinado directamente al gobierno central de la URSS. A pesar de la información poco destacable sobre el estado de la agricultura, el distrito estuvo a la vanguardia en el ritmo de colectivización: el 66,2% de los propietarios del distrito se unieron a granjas colectivas. Según la clasificación de la época, el distrito era débilmente agrícola: sin gran industria, había 225 pequeños establecimientos industriales y artesanales. 
En 1932, pasó a formar parte del recién formado óblast de Odesa. En 1935, el distrito tenía 8 asentamientos no judíos y 39 judíos. Según información del Comité Regional de Odesa del Partido Comunista de la República Socialista Soviética de Ucrania, el distrito se encontraba entre los diez primeros distritos con mayor mortalidad por desnutrición. Sin embargo, los documentos oficiales en el apogeo del Holodomor de 1932-33 negaron sus consecuencias nocivas en la región. Durante la hambruna de 1932-33 y después de ella, el problema más agudo del distrito fue el despliegue insatisfactorio de la campaña de reasentamiento, que se interpuso en el camino de los planes de las autoridades soviéticas para resolver la "cuestión judía". El 17 de febrero de 1935, el distrito aumentó su territorio debido a la adición del consejo de la aldea de Novo Hnedniv, procedente del raión de Snihuriv, y a fines de agosto de 1936, se unieron los pueblos de Chervono-Lyubetske, Zapovit y Poltavka del consejo del pueblo de Maryaniv (también del raión de Snihuriv). Un teatro agrícola colectivo judío interdistrital estaba ubicado en Kalinindorf. Durante 1930-1935, aquí se publicaron los periódicos del distrito "Kolvyrtemes" (en yidis) y "Kolhospna Pravda" (en ucraniano), y aquí funcionó el teatro de la granja colectiva judía, que celebró su quinto aniversario en febrero de 1939.
En 1937, el distrito fue transferido al recién creado óblast de Mikolaiv. Según los datos de 1938, el área del distrito aumentó y el número de consejos rurales pasó a 13. En 1939, las granjas colectivas locales sembraron 42.351 hectáreas. A pesar de la represión de fines de la década de 1930, cuyas víctimas fueron las figuras locales más destacadas, el raión nacional no fue liquidado por ley; durante 1939-41, el raión funcionó y se desarrolló plenamente como una unidad territorial administrativa.
Desde el otoño de 1941, estuvo en la zona de ocupación alemana tras su invasión en la Segunda Guerra Mundial. Desde el 15 de noviembre de 1941, como parte del gebit de Jersón. Como resultado de las ejecuciones masivas, 667 personas de nacionalidad judía murieron en el pueblo de Sterndorf, 917 en Bobrovy Kut, 1875 en Kalininsdorf, 1496 en Molotov y 550 en Lviv, por lo que la población hebrea se vio casi exterminada. El 30 de marzo de 1944, el distrito de Kalinindorf se convirtió en parte del recién formado óblast de Jersón. Tras la guerra, el distrito no fue restaurado a su estado nacional, la gran mayoría de su población era ucraniana. El 15 de agosto de 1944, el raión y su capital pasaron a llamarse Kalininske y en 1958 fue abolido.

## Demografía
En 1928, los judíos constituían el 85,7% de la población del distrito, los alemanes el 2,6% y los ucranianos el 11,7%. A principios de la década de 1930, el distrito estaba habitado por más de 16.000 personas, de las que 12.916 eran judíos, 3.492 ucranianos y 722 alemanes. De los entonces 13.674 habitantes del distrito, 11.198 eran judíos (el 71% de los cuales eran nuevos colonos).